# Енес Кантер
Енес Кантер (тур. Enes Kanter; Цирих, 20. мај 1992) турски је кошаркаш. Игра на позицији центра, а тренутно је без ангажмана.

## Успеси

### Репрезентативни
- Европско првенство до 18 година: 
  -  2009.

### Појединачни
- Најкориснији играч Европског првенства до 18 година (1): 2009.